# 本傑明·斯塔克
本傑明·斯塔克（德語：Benjamin Starke；1986年11月25日—）是一位德國游泳運動員。他代表德國參加了2008年和2012年奧運會的比賽。